# Рамон Маєреггер
Рамон Маєреггер (ісп. Ramón Mayeregger, нар. 5 березня 1936) — парагвайський футболіст, що грав на позиції воротаря за «Насьйональ» та «Емелек», а також національну збірну Парагваю.

## Клубна кар'єра
Захищав кольори асунсьйонського «Насьйоналя». Згодом протягом 1963–1966 виступав в Еквадорі, граючи за «Емелек».

## Виступи за збірну
1957 року дебютував в офіційних матчах у складі національної збірної Парагваю. Наступного року поїхав у складі збірної на чемпіонат світу 1958 року до Швеції. На світовій першості починав як основний воротар команди, утім пропустив сім голів у першій грі, в якій його команда програла 3:7 збірній Франції, після чого у решті матчів парагвайців на мундіалі їх ворота захищав Самуель Агілар.
Загалом протягом кар'єри у національній команді, яка тривала 5 років, провів у її формі 15 матчів.